# Бањоло (Ријети)
Бањоло је насеље у Италији у округу Ријети, региону Лацио.
Према процени из 2011. у насељу је живело 44 становника. Насеље се налази на надморској висини од 1040 м.